# Savignia basarukini
Savignia basarukini là một loài nhện trong họ Linyphiidae.
Loài này thuộc chi Savignia. Savignia basarukini được Kirill Yuryevich Eskov miêu tả năm 1988.